# 恵那市立山岡中学校
恵那市立山岡中学校（えなしりつ やまおかちゅうがっこう）は、岐阜県恵那市山岡町下手向にある公立中学校。

## 学校概要
- 教育目標
  - よく考え　力を合わせて　やりぬく生徒

## 沿革
- 1958年（昭和33年） - 山岡町立山岡東中学校と山岡町立山岡西中学校を統合し、山岡町立山岡中学校が発足。
- 1995年（平成7年） - 新校舎が完成。
- 1996年（平成8年） - 新屋内運動場が完成。
- 2004年（平成16年） - 恵那市と山岡町が合併し、恵那市立山岡中学校に改称。

## 部活動
運動系
- ソフトテニス部（男・女）
- バスケットボール部（男・女）
- サッカー部
- 野球部
- バレー部（女子）

## 通学区域[1]
- 山岡町

## 進学前小学校
- 山岡小学校

## 周辺
- 近隣には山岡小学校がある。

## 中学校再編計画
恵那市南部（2004年に合併した岩村地区、山岡地区、明智地区、上矢作地区、串原地区）の中学校（岩邑中学校、山岡中学校、恵那市立明智中学校、上矢作中学校、串原中学校）を統合再編し、恵那市立恵那南中学校となる計画である。統合中学校は山岡中学校の校舎を改築し、2026年度の開校を計画している。統合が実現した場合はスクールバスを設定する計画である。
だが同中学校は合計すると名古屋市に匹敵する広さを有する5地区の中でも北西部にあり、串原地区から通学しようとすると片道1時間かかってしまう場合もあるなど通学時間の大幅な増加が問題視されている。和光大学で学校の統廃合を研究している山本由美教授によると、このケースは全国的に見てもまれなほど広範囲な統廃合であるという。